# Emmering (Fürstenfeldbruck)
Pour les articles homonymes, voir Emmering.
Emmering est une commune de Bavière (Allemagne), située dans l'arrondissement de Fürstenfeldbruck, dans le district de Haute-Bavière.